# Station Bytów
Station Bytów (Duits:Bütow ) was een spoorwegstation in de Poolse plaats Bytów.